# Georgia Ellinaki
Georgia Ellinaki (28 de fevereiro de 1974) é uma jogadora de polo aquático grega, medalhista olímpica.

## Carreira
Georgia Ellinaki fez parte do elenco vice-campeão olímpico de Atenas 2004.